# Uncle Sam's Tribute to the Heroes of the Maine
Uncle Sam's Tribute to the Heroes of the Maine è un cortometraggio muto del 1912.
La Maine è ricordata per il suo affondamento nel porto de L'Avana avvenuto il 15 febbraio 1898 provocato da un'esplosione che uccise gran parte dell'equipaggio. Le cause non furono mai chiarite, ma la stampa americana, specie quella dei giornali di William Randolph Hearst, accusò gli spagnoli del disastro, infiammando con articoli di fuoco l'opinione pubblica che si schierò per un intervento contro la Spagna. Durante la guerra ispano-americana, il grido di battaglia diventò "Remember the Maine, to Hell with Spain" (ricordatevi della Maine, al diavolo la Spagna).

## Produzione
Il film fu prodotto dalla Selig Polyscope Company. Venne girato a Washington, District of Columbia.

## Distribuzione
Distribuito dalla General Film Company, il film - un cortometraggio di 150 metri - uscì nelle sale cinematografiche statunitensi il 3 maggio 1912. Nelle proiezioni, veniva programmato con il sistema dello split reel, accorpato in un'unica bobina con un altro cortometraggio prodotto dalla Selig, la comica The Katzenjammer Kids.